# Duy Nghĩa
Duy Nghĩa là một xã thuộc thành phố Đà Nẵng, Việt Nam.

## Địa lý
Xã Duy Nghĩa cách thị trấn huyện lỵ Nam Phước khoảng 10 km, có vị trí địa lý:
- Phía đông giáp xã Duy Hải
- Phía tây giáp xã Duy Thành và xã Duy Vinh
- Phía bắc giáp thành phố Hội An
- Phía nam giáp huyện Thăng Bình.

Xã Duy Nghĩa có diện tích 15,33 km², dân số năm 2019 là 10.650 người, mật độ dân số đạt 695 người/km².

## Hành chính
Xã Duy Nghĩa được chia thành 5 thôn: Thành Triều, Hội Sơn, Thuận An, Lệ Sơn, Sơn Viên.

## Kinh tế
Xã Duy Nghĩa có thôn Hồng Triều (Thành Triều bây giờ), cái nôi cách mạng của xã Duy Nghĩa. Hồng Triều có sông Thu Bồn xinh đẹp chảy qua. "Hồng Triều rợp mát bóng dừa".
Vì thế mà trước đây đời sống ở đây chưa được cải thiện nhiều. Sau khi cầu Cửa Đại khánh thành nối Duy Nghĩa với Thành phố Hội An, đã kéo theo nhiều dự án và khu đô thị mới mọc lên tại Duy Nghĩa, đời sống nhân dân được cải thiện. Những năm gần đây ủy ban nhân dân xã Duy Nghĩa đã đưa ra nhiều giải pháp nhằm nâng cao đời sống tinh thần và vật chất của người dân nơi đây. Phong trào thể dục thể thao nơi đây ngày càng phát triển mạnh mẽ.